# Gran Zebrù

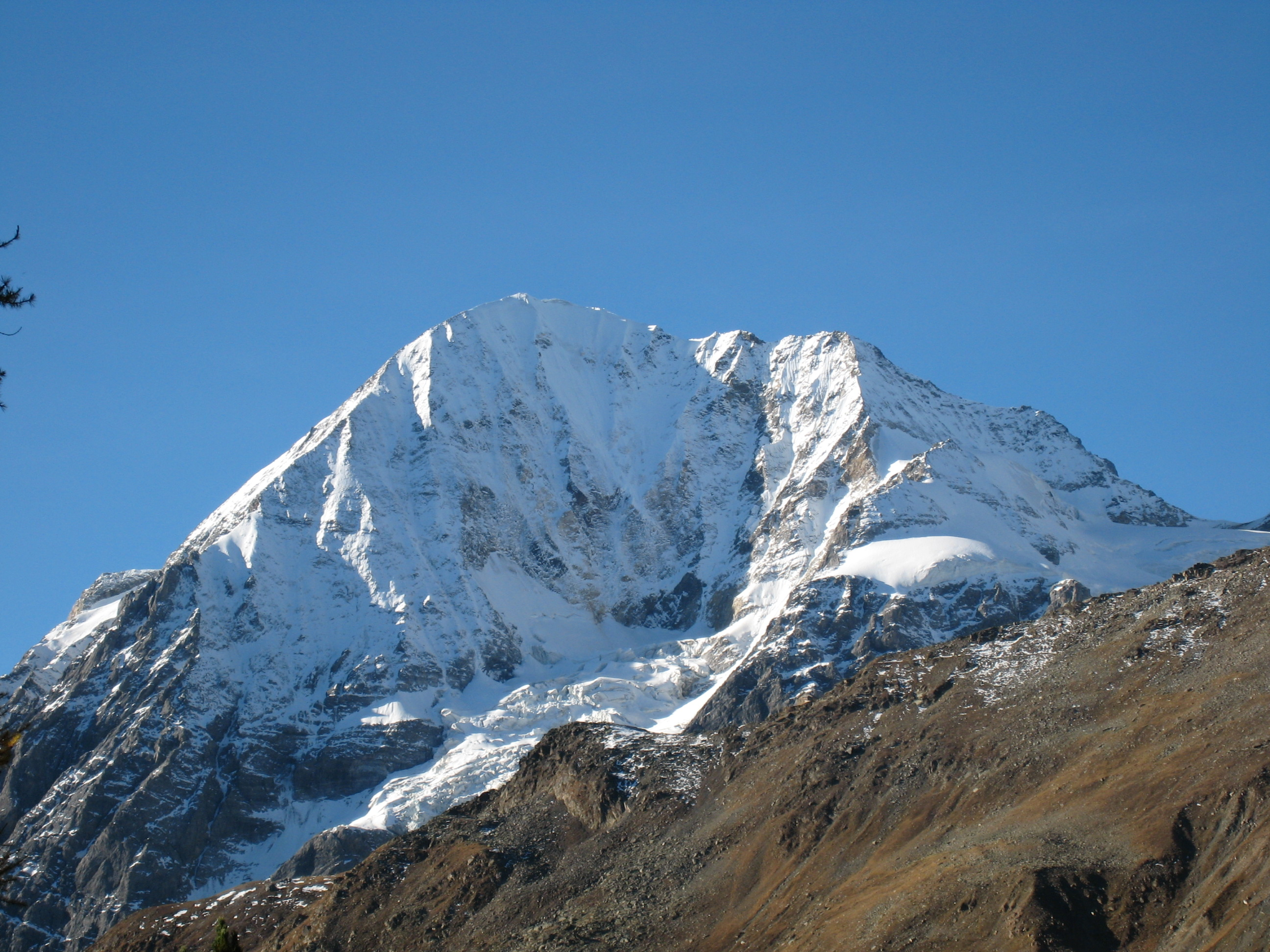
Gran Zebrù

Gran Zebrù (germ. "Königspitze") este un pisc cu altitudinea de 3.851 m deasupra n.m., el fiind cel mai înalt vârf din Alpii Răsăriteni, Italia. Gran Zebrù este acoperit de un ghețar, el fiind situat între Tirolul de Sud și Lombardia. Muntele a fost pentru prima oară escaladat în 1854 de Stephan Steinberger, lucru care a fost pus de unii mult timp la îndoială. Königspitze a fost un punct strategic important în timpul primului mondial. Încălzirea globală din ultimul timp a determinat și aici reducerea mărimii ghețarului.